# Chiesa di San Giacomo Maggiore Apostolo (Sedrina)
La chiesa di San Giacomo Maggiore Apostolo è il principale luogo di culto cattolico di Sedrina,  situato in via Roma n. 4., nella provincia e diocesi di Bergamo,  facente parte del vicariato di Almenno-Ponteranica-Villa d'Almè . La chiesa conserva il dipinto di Lorenzo Lotto Madonna con il Bambino in gloria e i Santi Giovanni Battista, Francesco, Girolamo e Giuseppe datata 1542. L'edificio cinquecentesco fu progettato da Mauro Codussi, originario dalla val Brembana, ma diventato famoso a Venezia come progettista della chiesa di San Zaccaria. La chiesa risulta essere elevata a parrocchia già dal 1549.

## Storia
Gli archivi conservano la documentazione del 1360 di una chiesa elencata nel nota ecclesiarum fatto stilare da Bernabò Visconti del 1360, dedicata ai santi Alessandro di Bergamo e Giacomo il Maggiore nella località di Sedrina in val Brembana. Il documento indicava le decime e i tributi imposti sia dalla chiesa di Roma, che dai Visconti di Milano alle singole comunità sparse sul territorio della bergamasca, e in base al reddito, questa chiesa, che aveva due benefici, dovette un tributo di 10 lire. Dal 1370 risulta che la chiesa avesse un'unica intitolazione. L'intitolazione della chiesa, edificata probabilmente nei primi anni del XIV secolo quando il territorio era invaso da animali feroci, probabilmente lupi e i vicini volsero le preghiere al santo: per sua intercessione, non solo liberate da fierissimi lupi, che li greggi et li huomini stessi danneggiavano ma etiando per l'avvenire totalmente preservate. In riconoscenza a questo gli abitanti di Sedrina si recarono a Bergamo ogni anno il primo venerdì dopo la festa dell'Ascensione per visitare il corpo del santo martire Alessandro, offrendogli il formaggio di tutto il latte di un giorno. La chiesa alessandrina di Bergamo aveva il giuspatronato della chiesa, indicato ancora in documenti del 1370, quando i vicini doveva versare un quantitativo di cera durante la festa della Beata Vergine. La chiesa ottenne l'autonomia con lo smembramento dall'antichissima chiesa parrocchiale di Almenno San Salvatore sicuramente in data precedente il 1400 e dichiarata nulius plebis.

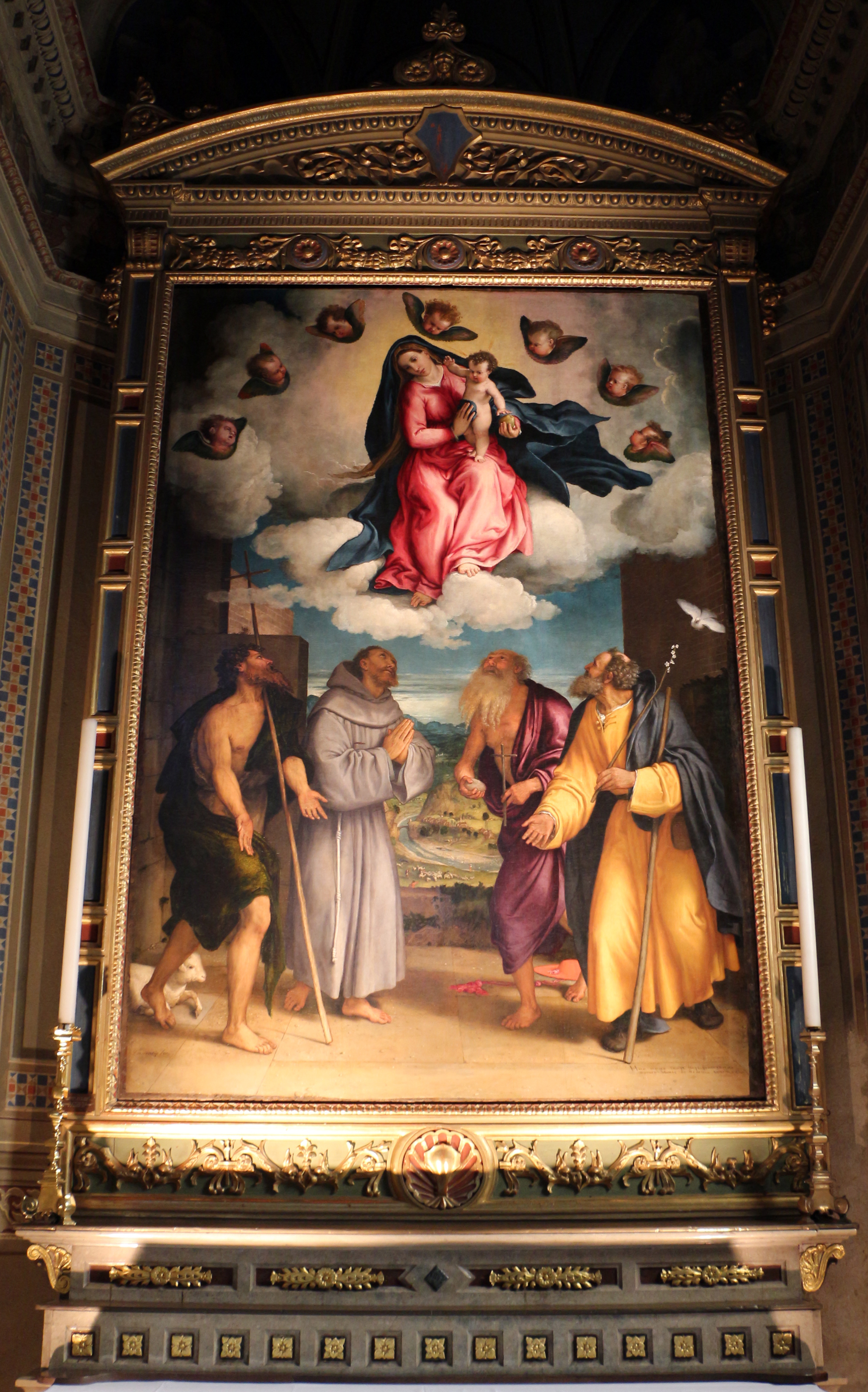
Lorenzo lotto, Madonna in gloria e santi, 1542

La ricostruzione cinquecentesca è considerata opera di Mauro Codussi, importante architetto bergamasco famoso a Venezia per i suoi progetti.. Nei primi anni del XV secolo, l'incremento dl numero dei fedeli, rendeva l'aula dell'antica chiesa incapiente per chiesto fu edificato un nuovo luogo di culto sulle macerie di quello precedente. Il progetto, forse solo della facciata, fu realizzato dall'architetto bergamasco Mauro Codussi. La ricostruzione doveva essere ultimata nel 1542 quando fu ordinata al Lotto, e a Giampietro Silvio detto il Veneto dalla scuola della Beata Vergine Maria, due pale. Il 23 luglio 1549 il vescovo Vittore Soranzo concesse ai vicini et homine il giuspatronato sulla chiesa con il diritto di eleggere il nuovo parroco, ma con il dovere di versare un censo in cera alla curia di Bergamo. Malgrado i numerosi lasciti testamentari che risultano destinati alla fabbrica della chiesa, fu edificata in stretto rigore economico.

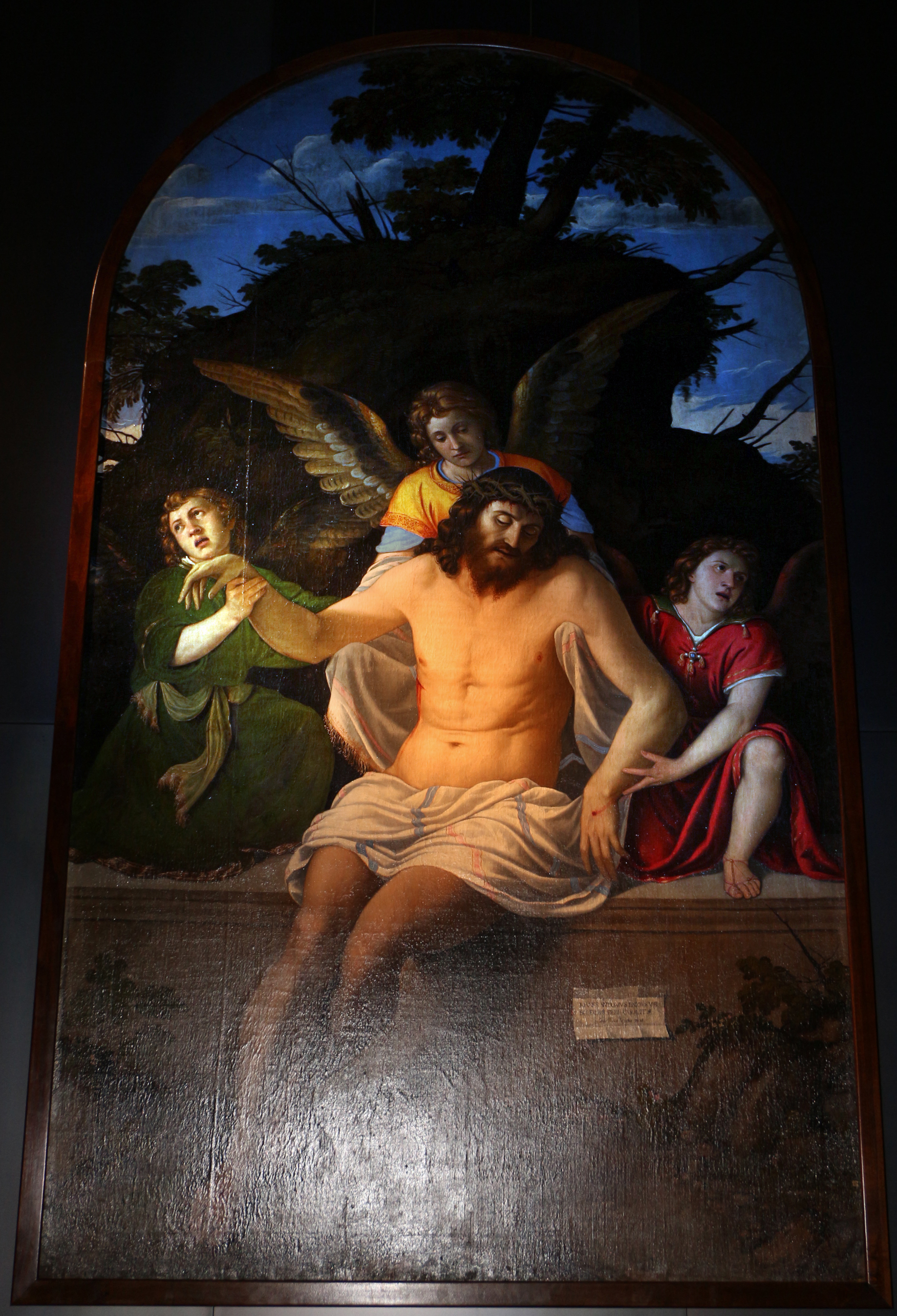
Giampietro Silvio, Cristo morto sostenuto da tre angeli, 1520-50 circa

Gli atti della visita pastorale del 23 ottobre 1575 di san Carlo Borromeo indicano infatti le cattive condizioni di parti interne dell'edificio, in particolare della pavimentazione. Vengono indicate la presenza della scuola del Corpo di Cristo, di Sant'Antonio, e di Santa Maria, quest'ultima era amministrata dalla societate Veneta, e non dai sindaci di Sedrina come le altre scuole. Sul territorio vi era anche la congregazione della Misericordia Maggiore. Il Borromeo ordinò di allestire un battistero con il sacrario e che l'icona dell'altare di sant'Antonio sia trasferita nell'altare della vecchia cappella: sia aggiunta quindi all'altare di sant'Antonio un'icona della Pietà nello spazio di sei mesi a spesa della comunità e questi obbligati dal legato Ronzoni, si costituisca e si orni un altare a santa Caterina, si aggiunga a tutti gli altari una pietra sacra e si proteggano le loro cappelle con steccati.
La chiesa fu completata solo nei secoli successivi. L'aula fu dotata del nuovo organo della ditta Serassi nel 1802. Il presbiterio fu ultimato con la nuova composizione poligonale e la decorazione nel 1898 dall'architetto Virginio Muzio. La chiesa fu consacrata a san Giacomo Maggiore l'anno successivo dal vescovo Gaetano Camillo Guindani che donò e pone nella mensa dell'altare maggiore le reliquie dei santi Alessandro di Bergamo, Donato e Giacomo. La torre campanaria fu rafforzata nel 1908 su progetto di Elia Fornoni, mentre le vetrate istoriate della facciata furono poste solo nel 1948.

## Descrizione

### Esterno
La chiesa ha il classico orientamento a est ed è anticipata da un breve sagrato pavimentato in ciottolato e lastre di pietra e rialzato dal tracciato urbano che la circonda, e affiancata dalla piccola chiesa del XX secolo dedicata alla Sacra Famiglia. Il fronte principale dalle linee rinascimentali, edificata su progetto di Mauro Codussi, presenta molte analogie con le facciate delle chiese veneziane dell'architetto in particolare della chiesa di San Zaccaria e di San Michele in Isola, ed è tripartita da lesene e contro-lesene complete di alta zoccolatura che prosegue poi come base di tutta la parte, e si compone in pietra squadrata a vista. Le lesene presentano inserti in marmo di Verona, e terminano con capitelli dorici che sostengono la cornice marcapiano. Il fronte termina con un timpano curvilineo e contorno aggettante. Il portale centrale sopraelevato, da tre gradoni, completo di paraste e contro-paraste, termina con una lunetta che presenta l'affresco raffigurante san Giacomo a cui la chiesa è intitolata del 1944 opera di Mando Anghileri. Il dipinto ha sostituito uno più antico che raffigurava il martirio di san Giacomo per decapitazione, dipinto di cui rimane testimonianza nelle fotografie. La parte centrale superiore presenta oculo di ampie dimensioni. Due aperture a tutto sesto sono poste nelle due sezioni laterali. La facciata è riconducibile ad altri progetti del Codussi, in questa forma del timpano curvilineo che la avvicina ai suoi progetti veneziani.

### Interno
L'interno a pianta rettangolare e a navata unica si sviluppa su quattro campate sorrette da lesene in pietra viva, con costino archiacuti terminanti con ampie arcate a ogiva, atte a sorreggere la copertura a capanna decorata, ha avuto un grande cambiamento dopo la ricostruzione cinquecentesca.
La navata si presenta molto decorata. Di Trento Longaretti è l'affresco sulla controfacciata raffigurante l'Assunzione di Maria. Gli affreschi di Giovanni Cavalleri raffiguranti i santi Caterina d'Alessandria, Margherita d'Antiochia Chiara e Agnese riconoscibili sia per il nome posto ai sulla balaustra dove loro sono posti che per gli attributi, sono posti lungo la navata e del medesimo artista sono i ventiquattro medaglioni posti lungo i sottarchi così come le pitture raffiguranti angeli piangenti e l'Annunciazione sull'arco trionfale.
Il fonte battesimale è posto nella prima campata a sinistra in una piccola nicchia dove è raffigurato il Battesimo di Cristo nelle acque del Giordano opera di Trento Longaretti del 1952-1953, mentre la copertura del fonte è in rame opera di Attilio Nani del 1953., seguono le due campate dedicate alla zona penitenziale con i confessionali. La terza è dedicata alla Madonna dove è posto il dipinto di Luciano Borzone seicentesca raffigurante  Madonna del Rosario con santi Domenico e Caterina da Siena e corrispondente quello dedicato a sant'Antonio Abate, dove è conservato il dipinto copia di Giuseppe Nuvolone di Capriate San Gervasio raffigurante l'Angelo custode, e due affreschi risalenti alla chiesa primitiva raffiguranti la Madonna in trono col Bambino e Crocifissione con Maria e san Giacomo. Entrambe le cappelle sono progetto di Fermo Taragni del 1913. Le campate successive presentano gli ingressi laterali e alla sagrestia. Quattro cappelle sono poste nella parte che anticipa il presbiterio.
La zona presbiteriale, preceduta dall'arco trionfale, e da una balaustra in marmo bianco, è composta da tre absidi, di cui quella centrale più ampia delle due laterali, progettata da Virginio Muzio nel 1898, e anticipate da due gradini e da una balaustra in marmo bianco. Questa parte secondo Donato Calvi era già presente nella ristrutturazione del XV secolo, e poi ammodernata su progetto dal Muzio. L'abside sinistra conserva il dipinto della Pietà di Giampietro Silvio e quella di destra la sacra conversazione Madonna col Bambino in gloria e i santi Giovanni Battista, Francesco, Girolamo e Giuseppe di Lorenzo Lotto. Il presbiterio centrale è sopraelevato da altri tre gradini, presenta la copertura da volta a botte e termina con il coro di grande misura e la calotta a spicchio. L'altare maggiore dalla linea classica edificato alla fine del XIX secolo. Quattro colonne in marmo verde delle Alpi reggono la mensa di Attilio Nani è ornamento in rame del tabernacolo, sulla cui sommità è posta la statua del Cristo risorto contornato da quattro statue di santi. Le pareti presentano affreschi risalenti al 1898. Dello stesso periodo le immagini del dottori della chiesa sempre del Cavalleri con centrale quella del titolare san Giacomo con il cartiglio Princeos Patromus.